# Châtenay-sur-Seine
Châtenay-sur-Seine är en kommun i departementet Seine-et-Marne i regionen Île-de-France i norra Frankrike. Kommunen ligger i kantonen Donnemarie-Dontilly som tillhör arrondissementet Provins. År 2022 hade Châtenay-sur-Seine 1 049 invånare.

## Befolkningsutveckling
Antalet invånare i kommunen Châtenay-sur-Seine
| Referens: INSEE |